# 로맨틱 지향
로맨틱 지향(영어: Romantic orientation)이란 자신이 로맨틱 끌림(Romantic attraction)을 느끼는 이성, 동성, 혹은 복수의 성별(gender)을 나타낸다.
예를 들어, 범성애자는 성별에 관계없이 다른 사람에게 성적 끌림을 느낄 수 있으나, 로맨틱 지향이 여성로맨틱인 경우 여성에게만 로맨틱 끌림을 느낄 수 있다.
무성애자의 경우, 로맨틱 지향은 종종 성적 지향보다 끌림을 측정하는 더 유용한 것으로 간주된다.
그러나 성적 끌림과 로맨틱 끌림의 관계는 여전히 논쟁 중에 있다. 성적 끌림과 로맨틱 끌림은 자주 함께 연구된다. 성적, 로맨틱 스펙트럼에 대한 연구가 활발함에도 불구하고 아직 완전히 이해되지 않은 부분들이 많다.

## 같이 보기
- 로맨틱 끌림(Romantic attraction)
- 성적 지향(Sexual orientation)
- 성적 끌림(Sexual attraction)
- 무성애(Asexuality)